# Karácsony Emmy
Karácsony Emmy, Törökné, T. Karácsony (Kékes, 1896. augusztus 19. – Kolozsvár, 1980. június 24.) magyar festőművész, emlékíró.

## Életútja
Kékesen született református családba, Karácsony Sándor (1840-1916) és Darkó Emma (1858-1931) lánya. Négy testvére volt: Géza (1883-1957), Irma (1888-1902), István (1893-1895) és József (1895-1958). A két bátya, aki a felnőtt kort megérte az Egyesült Államokba került (Géza Connecticut-ba, József New Jersey-be).
Kolozsvárt érettségizett De Gerando Antónia Felső Leányiskolájában (1914). Az 1920-as években Ács Ferenc kolozsvári magániskolájában festészetet tanult, majd a nagybányai művésztelepen Thorma János és Krizsán János növendéke. Egyéni és közös kiállításokon szerepelt Kolozsvárt, Nagybányán és Budapesten. Áprily Lajos és Dsida Jenő költészetére emlékeztető lírai prózát, verseket is írt. Előbb Botár István szobrászművész, majd Török Zoltán geológus professzor felesége.
Otthona a legkiválóbb erdélyi művészek, írók és közéleti emberek találkozóhelye volt; e találkozások, barátságok tükrében írta meg lírai visszaemlékezéseit Virághegy címmel (1974), s gyermekkorát idézte fel Gyermekkorom igaz meséi c. kötetében (1976, 2. kiad. 2008).

## Képek

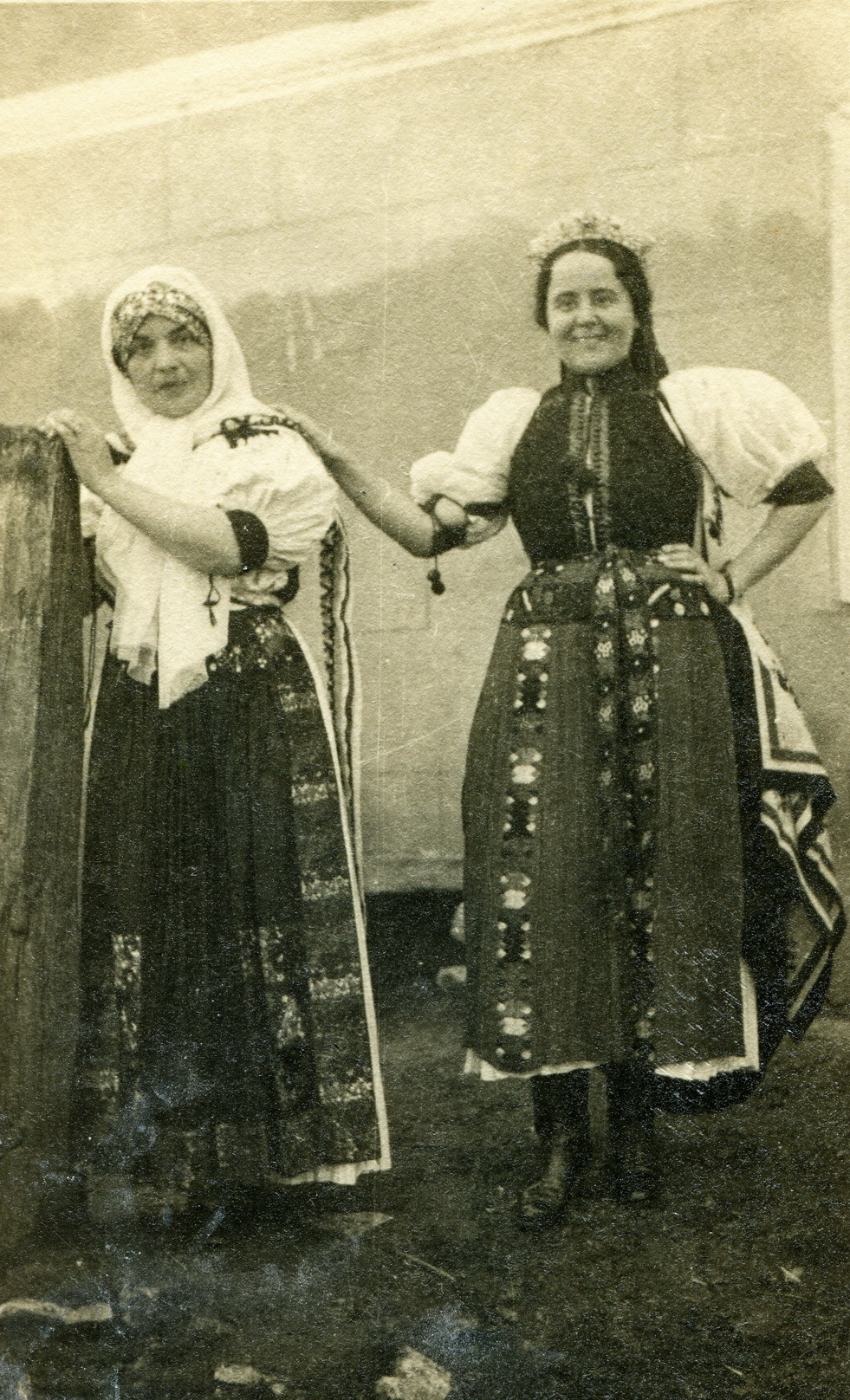
Karácsony Emmy és Kenyeres Izi
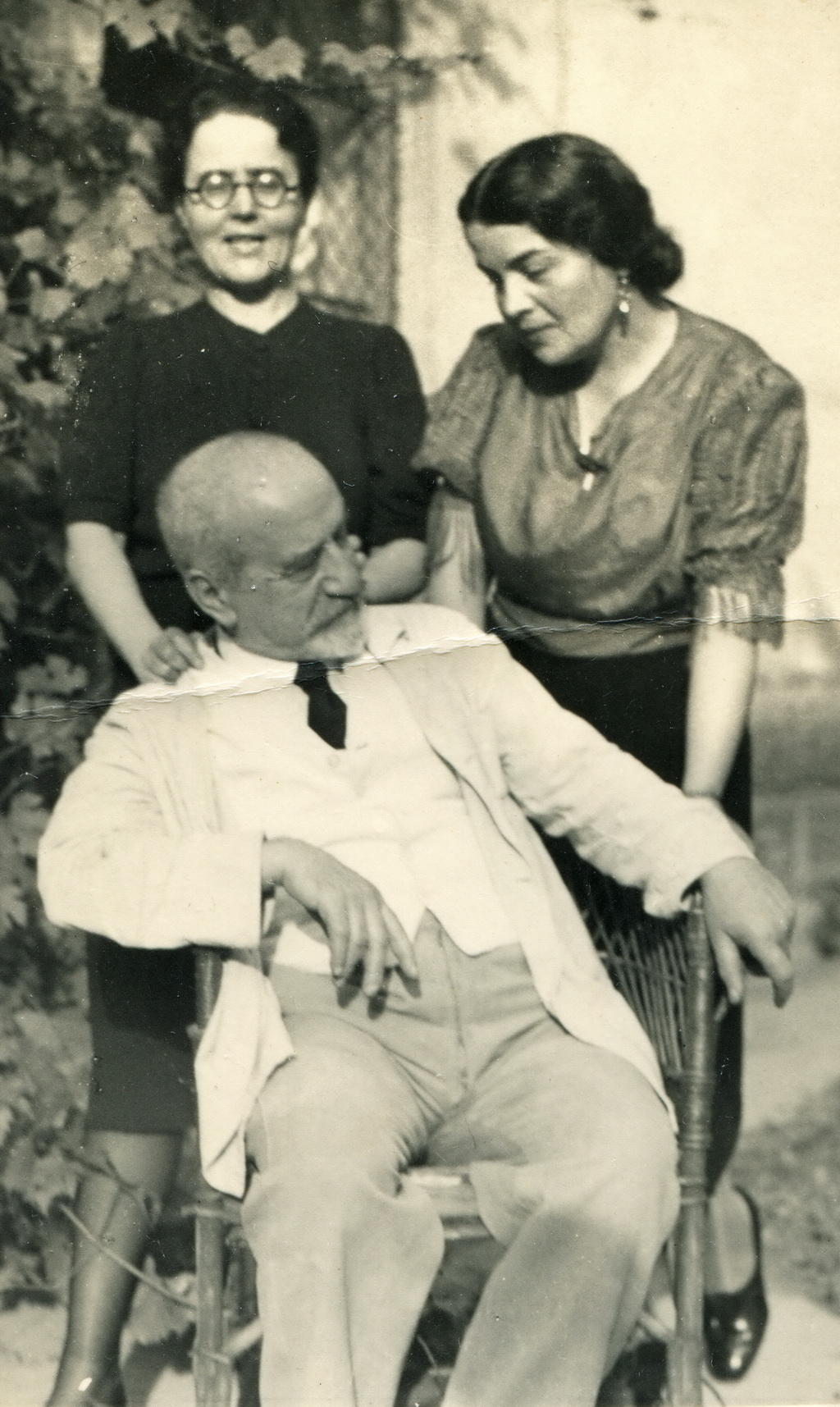
Karácsony Emmy, Kenyeres Izi, ifj. Vastagh György
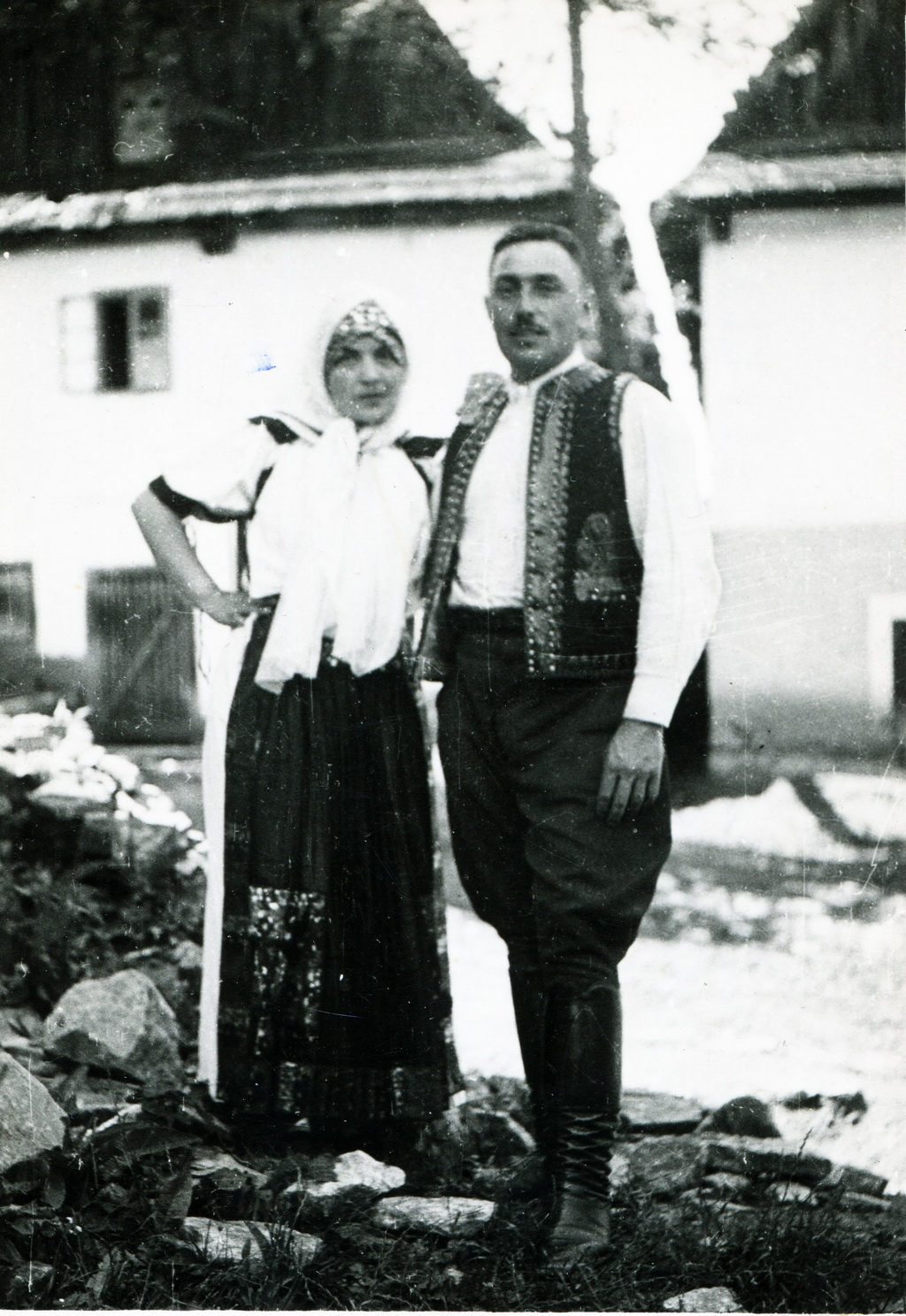
Karácsony Emmy Máté Lajossal